# トリッシノ
トリッシノ（伊: Trissino）は、イタリア共和国ヴェネト州ヴィチェンツァ県にある、人口約8,700人の基礎自治体（コムーネ）。

## 地理

### 位置・広がり

#### 隣接コムーネ
隣接するコムーネは以下の通り。
- アルツィニャーノ
- ブロリアーノ
- カステルゴンベルト
- モンテッキオ・マッジョーレ
- ノガローレ・ヴィチェンティーノ

### 気候分類・地震分類
気候分類では、zona E, 2444 GGに分類される。
また、イタリアの地震リスク階級 (it) では、zona 2 (sismicità media) に分類される。

## 行政

### 分離集落
トリッシノには、以下の分離集落（フラツィオーネ）がある。
- Lovara, San Benedetto, Selva

## 姉妹都市
- ノイウルム、ドイツ 1990年